# ジェイムズ・E・ガン (小説家)

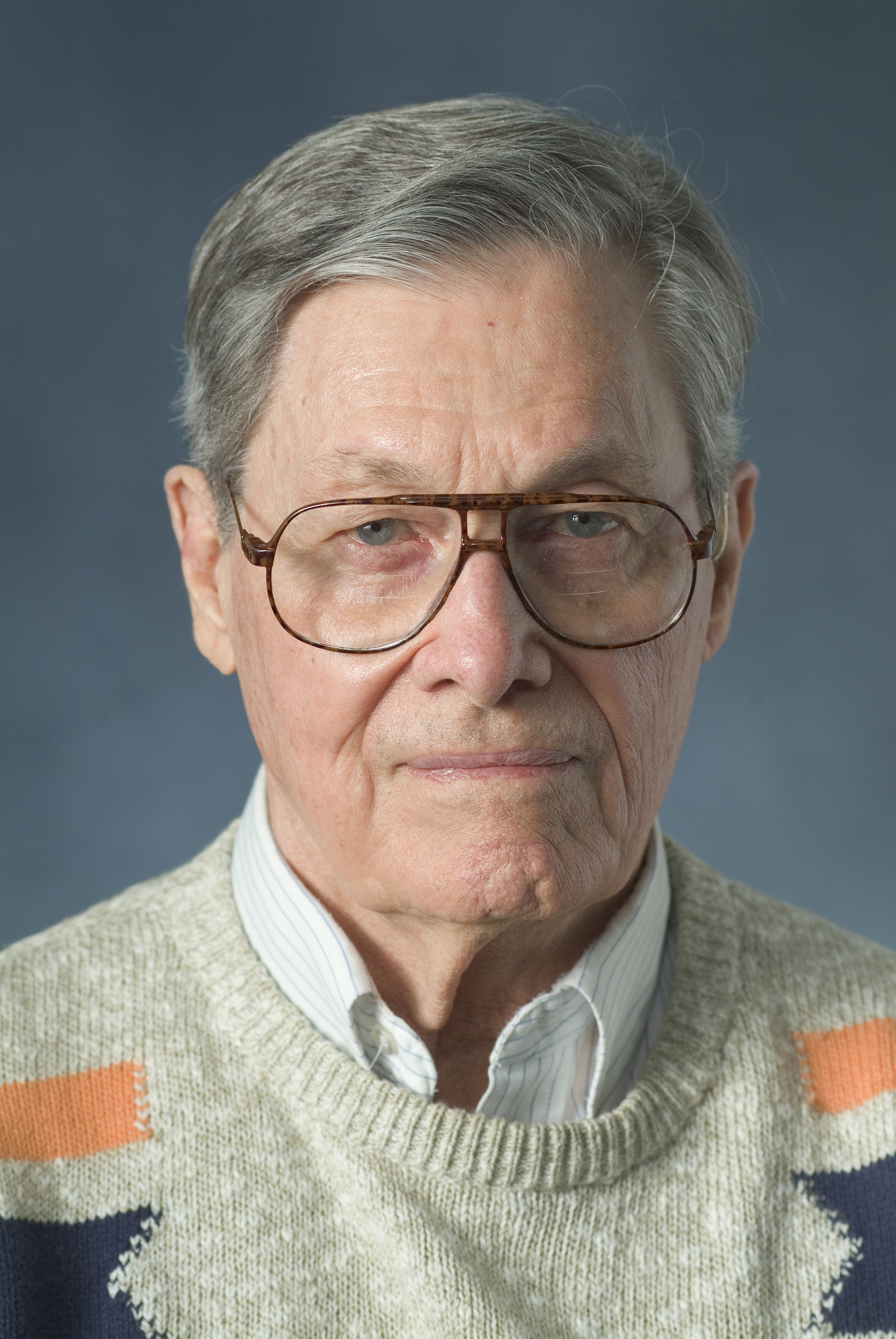
ジェイムズ・E・ガン

ジェイムズ・エドウィン・ガン（James Edwin Gunn、1923年7月12日 - 2020年12月23日）は、アメリカ合衆国のSF作家、編集者、文学研究家である。

## 人物
ミズーリ州カンザス・シティ出身。彼の作品では、1960年代と1970年代のものが代表作と見なされている。また彼の編纂した選集"Road to Science Fiction"は、学術面での代表作だと見なされている。
ガンは、アイザック・アシモフに関する研究書"The Foundations of Science Fiction"で1983年度ヒューゴー賞ノンフィクション書籍部門を受賞した。2007年、アメリカSFファンタジー作家協会 (SFWA) はデーモン・ナイト記念グランド・マスター賞を授与した。
1990年6月には日本・台湾・シンガポール旅行で訪日し、夫人の所望した「豆腐料理の本」を入手したが、夫人が後から所望した「博多人形」は1997年の北京国際科幻大会で日本ファンダムからという形で贈られている（創作同人誌「宇宙塵」190号以後の記録による）。
日本語表記はジェイムズ・E・ガン（東京創元社）のほかにジェームズ・E・ガン（早川書房、講談社）など。ミドルネームは通常、"E"と略される。日本では長編『不老不死の血』"The Immortals" 、短編「女嫌い」"The Misogynist"(1952) が有名。
2020年12月23日水曜日、自然死。97歳没。

## 経歴
ガンはカンザス大学に通って1947年に報道科学 (Science in Journalism) で学士号を、1951年に英語美術 (Arts in English) で修士号を取得した。その後、第二次世界大戦の間はアメリカ海軍で軍務に就いた。ガンは、次にはカンザス大学の学部教員になり、広報活動の代表者およびSFと小説作法を専門とする英語の教授として働いた。1982年、カンザス大学はガン教授の名を冠した「ガンSF研究センター」を設立。彼は現在名誉教授であり、サイエンス・フィクション研究センター (Center for the Study of Science Fiction。ジョン・W・キャンベル記念賞を決定し、シオドア・スタージョン記念賞を毎年6月にカンザス州ローレンスでのキャンベル会談 (Campbell Conference) にて授賞する機関）の長である。
彼は1971年から72年にかけてSFWAの会長を、80年から82年にかけてはSF研究協会 (Science Fiction Research Association) の会長を務めた。SFWAはガンに2007年度SFグランド・マスターの栄誉を与えた。

### 執筆
ガンは1948年にSF作家として出発した。彼はほぼ100の短編作品を雑誌とアンソロジーに発表した。執筆した本は26冊、編集した本は10冊である。長編・短編ともに、彼の作品は世界中で再刊され続けている。
1996年、ガンはスター・トレックの未公開エピソード（シオドア・スタージョン作"The Joy Machine"）のノヴェライズもしている。

### 批評
カール・セーガンは、 『宇宙生命接近計画』を （同書の2004年、BenBella Books、ISBN 1-932100-12-1 の版で）「地球外知性との接触を描いた小説としては、かつて書かれたものの中でまさに最高の作品の一つ」と評している。

### 他メディアへの移行
ガンの作品はラジオドラマやテレビドラマにもなっている。
- NBCラジオの"X Minus One" 。
- Desilu Playhouseの"Man in Orbit"（1959年）はガンの"The Cave of Night" に基づいている。
- ABC-TVのMovie of the Weekでの "The Immortal" (1969) および1970年のan hour-long television series(邦題『不死身の男』) はガンの『不老不死の血』に基づいている。
- ソ連のSFテレビ・シリーズ"The Fantastic World"中の一話で、1989に撮影され"Psychodynamics of the Witchcraft"と題されたものは、ガンの"Wherever you May Be"に基づいている[2]。

## 著作リスト
以下が代表的なものである。
- This Fortress World (1955)
- The Joy Makers (1961)
- The Immortals (1964) 『不老不死の血』井上勇訳、創元推理文庫SF部門（1964年）
- The Listeners (1972) 『宇宙生命接近計画』桜井邦朋訳、ダイヤモンド社（1980年）
- Isaac Asimov: The Foundations of Science Fiction (1982), Scarecrow Press, 2nd ed (1996) ISBN 0-8108-3129-5
- Inside Science Fiction (2006), Scarecrow Press

アンソロジーには"The Road to Science Fiction"（1977年から88年の間に全六巻が刊行された）などがある。

## 受賞歴
- 1983年度ヒューゴー賞 - ノンフィクション書籍部門
- 2007年度ネビュラ賞 - デーモン・ナイト記念グランド・マスター賞